# Dave Stala
Dave Stala (ur. 25 października 1979 w Myślenicach) – polski zawodnik futbolu kanadyjskiego w lidze CFL. Gra na pozycji wide receiver w Hamilton Tiger-Cats. Absolwent Saint Mary’s University.

## Kariera na uniwersytecie
Grał cztery sezony (1999–2002) w uniwersyteckiej drużynie St. Mary’s Huskies jako wide receiver, placekicker i punter. W 2002 został wybrany do drużyny All-Star swojej konferencji i otrzymał tytuł MVP finału konferencji. Dwukrotnie, w 2001 i 2002 zdobywał ze swoją drużyną Vanier Cup, czyli mistrzostwo kanadyjskich uniwersytetów. 

## Kariera w CFL
W 2003 został wybrany w szóstej rundzie draftu przez drużynę Montreal Alouettes. W swoim pierwszym sezonie uzyskał jako punter 96 jardów, jako placekicker 139 jardów i jako wide receiver 179 jardów. W 2005 zdobył dla Montrealu pięć touchdownów, a rok później dwa. Dwukrotnie, w 2003 i 2005 z drużyną Aloettes zagrał w finale CFL o Puchar Greya. W sezonach 2007 i 2008 był przez dłuższy okres kontuzjowany. W 2009 podpisał kontrakt z drużyną Hamilton Tiger-Cats. W sezonie 2010 zdobył sześć touchdownów oraz 1 015 jardów. W sezonie 2011 zdobył osiem touchdownów oraz 771 jardów. W 2014 roku wrócił do Montreal Alouettes. W 2015 roku zakończył karierę.